# تیم ملی فوتبال نیکاراگوئه
تیم ملی فوتبال نیکاراگوئه نمایندهٔ کشور نیکاراگوئه در مسابقات بین‌المللی است که زیر نظر فدراسیون فوتبال نیکاراگوئه فعالیت می‌کند.
اولین بازی رسمی این تیم در تاریخ ۱ مه ۱۹۲۹ میلادی در برابر تیم ملی فوتبال السالوادور برگزار شده‌است.این تیم ملی سابقه ی بازی با تیم ملی ایران را نیز دارد که این بازی 2 بر 0 به نفع ایران به پایان رسید این بازی در ورزشگاه ازادی پیش از جام جهانی قطر 2022 برگزار شد